# Hergisdorf
Hergisdorf é um município da Alemanha, situado no distrito de Mansfeld-Südharz, no estado de Saxônia-Anhalt. Tem 9,54 km² de área, e sua população em 2019 foi estimada em 1.580 habitantes.